# Hacker de Araraquara
Walter Delgatti Neto (nascido em 23 de março de 1989, Araraquara, São Paulo), também conhecido como Hacker de Araraquara ou Vermelho, é um hacker brasileiro. Tornou-se nacionalmente conhecido por invadir celulares de autoridades da Operação Lava Jato e, posteriormente, por supostos crimes praticados em colaboração com a deputada federal Carla Zambelli (PL). Em 25 de julho de 2019, foi expulso do partido DEM após ser preso por invasão de celulares de autoridades. Em 14 de maio de 2025, o Supremo Tribunal Federal (STF) condenou, por unanimidade, Walter Delgatti a 8 anos e 3 meses de prisão pelo invasão aos sistemas do Conselho Nacional de Justiça (CNJ). Ele foi junto com a deputada federal Carla Zambelli, também condenada pelo mesmo crime.

## Antecedentes
Antes de se tornar nacionalmente conhecido por liderar o grupo de hackers que obteve conversas de autoridades da Operação Lava Jato, Walter Delgatti Neto, conhecido por Vermelho, por ter cabelos e barba ruivos, já tinha histórico de antecedentes criminais. No ano de 2013, chegou a ser condenado em segunda instância por desviar cerca de seiscentos mil reais de um banco, mas não chegou a cumprir pena devido à prescrição do crime. Em 2015, foi condenado por estelionato. Em 2018, foi indiciado por tráfico de drogas e falsificação de documentos após a Polícia encontrar entorpecentes, receitas médicas adulteradas e uma carteira estudantil falsa, mas foi inocentado.

## Vaza Jato
Em 2019, o The Intercept Brasil divulgou conversas entre autoridades da Operação Lava Jato que apontavam para possíveis violações dos princípios da imparcialidade, independência e equidistância entre defesa e acusação. Nas conversas, Sérgio Moro orienta a promotoria, sugerindo modificação nas fases da Operação Lava Jato, em combinação com Deltan Dallagnol e outros integrantes da Operação Lava Jato. Posteriormente, noticiou-se que Walter Delgatti Neto, o "Vermelho", confessou à Polícia Federal (PF) ser responsável pela invasão do celular do ministro Sérgio Moro e de várias outras autoridades. O hacker preso posteriormente confirmou à PF ter dado ao The Intercept Brasil as informações furtadas. Delgatti foi descrito pela imprensa como o "hacker que sepultou a Lava Jato".
Em 21 de agosto de 2021, o Hacker de Araraquara foi condenado a vinte anos de prisão, em decorrência das investigações no âmbito da Operação Spoofing. Segundo a decisão, o grupo liderado por Delgatti teria negociado a venda das informações roubadas por duzentos mil reais, e que desistiram de cobrar pela divulgação após os jornalistas negarem efetuar qualquer espécie de pagamento. No momento da condenação, Delgatti já se encontrava preso pela acusação de ter violado o sistema do Conselho Nacional de Justiça.

## Envolvimento com Carla Zambelli e Jair Bolsonaro
Em depoimento à Polícia Federal, o Hacker de Araraquara afirmou ter sido contratado pela deputada federal Carla Zambelli para prestar serviços criminosos. Segundo ele, Zambelli desejava a invasão do celular de Alexandre de Moraes e a invasão das urnas eletrônicas. Segundo a Polícia Federal, a assessoria da deputada efetuou um Pix de R$ 13.500,00 ao Hacker de Araraquara.
Após tentativas fracassadas de comprometer o sistema do Tribunal Superior Eleitoral (TSE), Delgatti conseguiu invadir o sistema do Conselho Nacional de Justiça e expedir um mandado de prisão contra Alexandre de Moraes, assinado pelo próprio ministro.
Na CPMI que investiga a invasão à Praça dos Três Poderes, ocorrida em 8 de janeiro de 2023, Delgatti declarou ter se encontrado com Jair Bolsonaro em 10 de agosto de 2022, na presença de Carla Zambelli. Bolsonaro teria solicitado que o Hacker de Araraquara comprometesse o sistema de votação eletrônica para gerar desconfiança sobre processo eleitoral brasileiro. Após Delgatti explicar que não seria possível violar esse sistema, que não é conectado à internet, Bolsonaro teria pedido que ele adulterasse uma urna eletrônica para fazer parecer, às vésperas das eleições, que o equipamento tinha sido comprometido. Aliados de Bolsonaro tentaram descredibilizar Delgatti e suas alegações.
Além disso, Delgatti afirmou ter conversado outra vez com Bolsonaro, por telefone. Nessa chamada, Bolsonaro teria dito que o celular de Alexandre de Moraes havia sido grampeado e solicitou que, caso esse grampo viesse a público, Delgatti assumisse a responsabilidade, em troca de um indulto. A defesa de Jair Bolsonaro negou todas as alegações.
Em 29 de fevereiro de 2024, a Polícia Federal concluiu o inquérito e indiciou Carla Zambelli e Walter Delgatti por invasão do site do Conselho Nacional de Justiça (CNJ).
Em 23 de abril de 2024, o procurador-geral da República, Paulo Gonet, denunciou a deputada federal Carla Zambeli e o hacker Walter Delgatti Neto no âmbito da investigação da invasão do sistema do Conselho Nacional de Justiça. Zambelli foi denunciada como mandante do crime. Em 21 de maio de 2024, por unanimidade, a 1ª Turma do STF tornou Zambelli e Delgatti réus por invasão a sistemas do Judiciário.
Em julho de 2024, o juiz Omar Dantas Lima, da 3ª Vara Criminal de Brasília, condenou Delgatti Neto por calúnia contra o ex-presidente Jair Bolsonaro. Na conclusão do caso na primeira instância, o magistrado concluiu que o delito ficou caracterizado, já que Delgatti teve a intenção de atribuir a Bolsonaro um fato que é crime, sabendo que a afirmação é falsa. A decisão fixou pena de 10 meses e 20 dias de detenção — a ser cumprida inicialmente em regime semiaberto —, além do pagamento de 17 dias-multa (o valor ainda será calculado). Cabe recurso.
Em maio de 2025 foi sentenciado a 8 anos e 3 meses de prisão pela invasão aos sistemas do Conselho Nacional de Justiça, com confirmação da sentença e trânsito em julgado em junho de 2025.